# Nazi Paikidze
Nazi Paikidze (en géorgien : ნაზი პაიკიძე, en russe, Нази Нодаровна Паикидзе-Барнс), née le 27 octobre 1993, est une joueuse d'échecs géorgienne puis américaine, grand maître international féminin et maître international (titre mixte) des échecs.

## Débuts aux échecs
Les parents de Nazi Paikidze sont instituteurs à Irkoutsk. Ils lui donnent le prénom de Nazi, qui est celui porté par l'une de ses grands-mères. Ce prénom, qui n'est pas courant même en Géorgie, n'a aucun lien avec l'idéologie politique homonyme. 
Lorsqu'elle a quatre ans, ils déménagent à Tbilissi, où elle apprend à jouer aux échecs l'année suivante. C'est son père qui l'a initiée au jeu, mais elle suit un cursus spécialisé dans l'apprentissage du jeu d'échecs à l'école élémentaire. Les instituteurs reconnaissent son talent et suggèrent à la famille de lui trouver un professeur particulier pour l'exploiter. 

## Palmarès jeune

### Championne de Russie féminine des jeunes
Nazi Paikidze remporte son premier tournoi national en 1996 : il s'agit du championnat russe des filles de moins de douze ans. Cette victoire lui ouvre les portes des compétitions internationales. Des années plus tard, elle finira troisième lors des championnats de Russie des moins de 18 ans.

### Parcours dans les compétitions internationales
La jeune Nazi Paikidze joue son premier open international à l'étranger lors de l'open d'Athènes, en Grèce, en 2000. Elle termine parmi à la première place, ex æquo avec d'autres joueurs. Elle reviendra en Grèce pour remporter plusieurs tournois en 2004 (opens de Corinthe, Kavala et Salonique). L'année suivante, elle est remarquée en s'adjugeant plusieurs podiums aux Pays-Bas, en Finlande et au Danemark.
Nazi Paikidze remporte par ailleurs douze médailles, dont six en or, lors des différentes compétitions internationales de jeunes, toutes catégories d'âge confondues.  Lors du Championnat d'Europe d'échecs de la jeunesse, elle reporte quatre titres. Le premier à Budva (Monténégro) en 2003, dans la catégorie des moins de dix ans, le deuxième deux ans plus tard à Herceg Novi, toujours au Monténégro, dans la catégorie des moins de douze ans, et elle remporte ensuite coup sur coup le championnat d'Europe de Šibenik (Croatie), parmi les filles de moins de quatorze ans, et celui qui se tient à nouveau à Herceg Novi en 2008, dans la catégorie d'âge supérieure.

### Championne du monde de la jeunesse

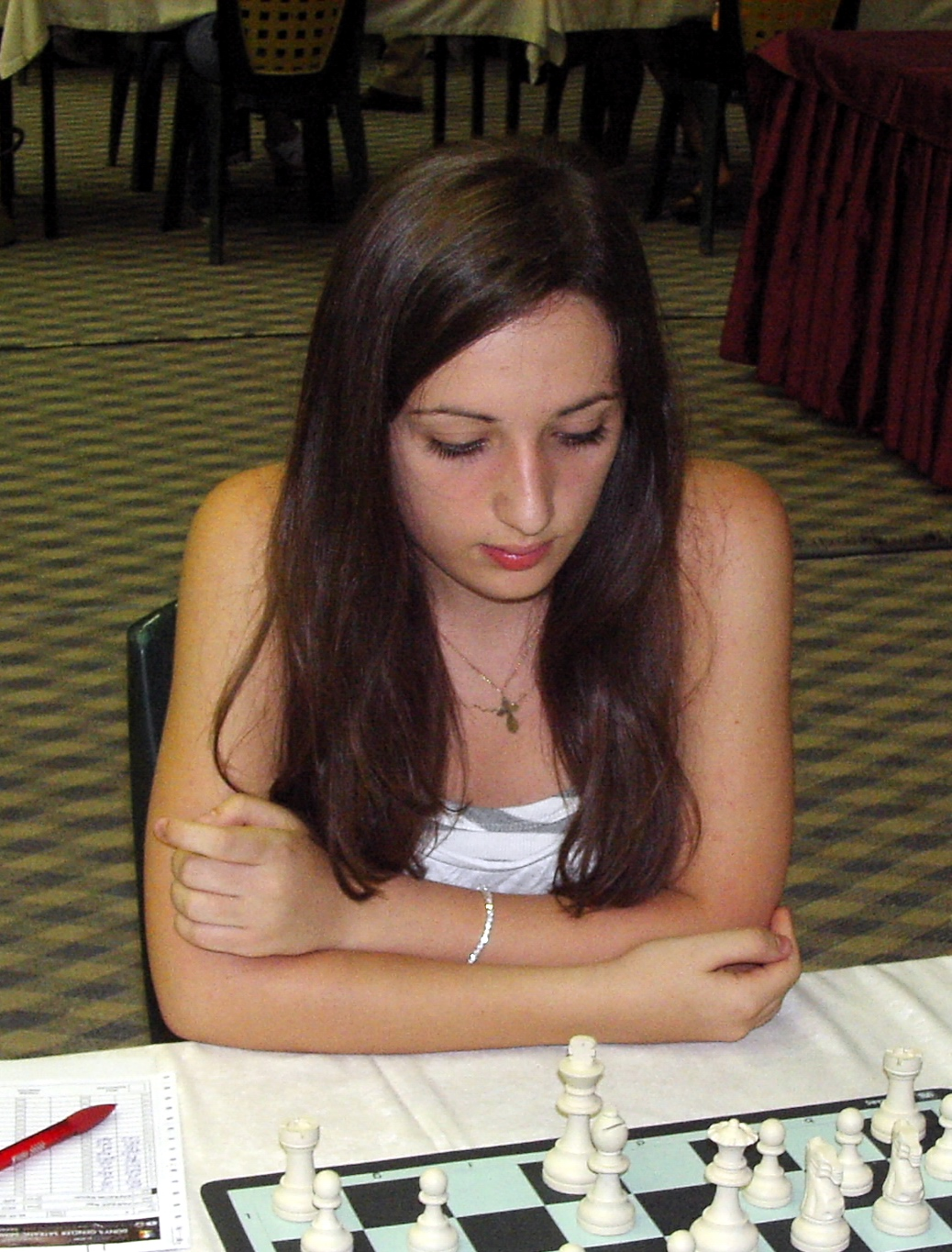
Nazi Paikidze en 2008, pendant le championnat du monde junior.

Ses succès nationaux et continentaux lui ouvrent la porte des Championnats du monde d'échecs de la jeunesse. Lors de l'édition de 2003 qui se tient à Kallithea, elle termine troisième des moins de dix ans. À Belfort, en 2005, c'est la médaille d'argent qu'elle obtient parmi les moins de douze ans. Elle termine encore une fois troisième lors de l'édition 2006 du championnat du monde, qui se tient à Batoumi en 2006. C'est le premier de ses deux podiums dans la catégorie des moins de quatorze ans. Son second podium, obtenu en 2007 en Turquie (Kemer), lui permet d'occuper la première place (médaille d'or). 
Nazi Paikidze prend alors comme entraineur le GMI Vladimir Belov. Elle est sur la première marche du podium des moins de seize ans l'année suivante, en 2008, à Vũng Tàu (Viêt-Nam), dans la catégorie d'âge supérieure. En 2009, c'est la médaille de bronze qu'elle récolte à Antalya, en Turquie.

## Compétitions avec l'équipe de Géorgie
Nazi Paikidze dispute le championnat d'Europe d'échecs des nations de 2011 à Porto-Carras avec l'équipe nationale de Géorgie. Elle joue au troisième échiquier et obtient 1 victoire, 1 match nul et 3 défaites, remportant la médaille de bronze par équipe et terminant 14e dans le classement individuel. La sélection termine à la troisième place, derrière la Russie et la Pologne. 

## Palmarès depuis son transfert aux États-Unis

### Palmarès lors du championnat des États-Unis
Nazi Paikidze s'installe aux États-Unis, et s'y marie. Elle décide alors de demander son rattachement à la fédération de son nouveau pays,. Elle participe au championnat des États-Unis d'échecs féminin à partir de 2015 : elle termine à la deuxième place, derrière Irina Krush. L'année suivante, elle remporte le titre avec un score de 8,5/11[réf. souhaitée].

### Palmarès avec l'équipe nationale des États-Unis
Avec l'équipe nationale américaine, elle a participé aux olympiades d'échecs de Bakou en 2016, qui ont vu les États-Unis terminer 6e. Elle a tenu le deuxième échiquier féminin et obtenu le score de 5,5 points dans les 10 matchs joués (4 victoires, 3 nuls, 3 défaites), soit une petite performance : 12e parmi les seconds échiquiers.

## Parcours en club
En juillet 2012, Nazi Paikidze joue Konya pour le club Manisa T.S Alyans Spor Kulübü lors du TÜRKİYE İŞ BANKASI SATRANÇ LİGİ (Ligue d'échecs - Türkiye is Bankasi). Elle obtient 7 points sur 9 matchs (5 victoires et 4 matchs nuls, invaincue). Elle termine troisième au classement individuel, n'ayant pas joué tous les matchs possibles.  Son équipe termine 9e sur 14 participants.
En avril 2012, elle joue à Sotchi pour le club YNAO de Yamal lors du 13e championnat russe féminin par équipe. Elle n'obtient que 2 points seulement dans les 6 parties jouées. L'équipe terminera 5e sur 7.
Aux États-Unis en 2018, elle faisait partie du club des Las Vegas Desert Rats lorsqu'ils jouent en Pro Chess League, un championnat rapide (15 minutes + 2secondes d'incrément) joué sur Internet sur le serveur Chess.com. Elle a marqué 3 points en 12 matchs joués L'équipe a terminé dernière du groupe Pacific Division avec 1 victoire et 8 défaites.

## Boycott du championnat du monde à Téhéran
Le championnat du monde d'échecs féminin se tient à Téhéran, capitale iranienne, en 2017. À cette occasion, les autorités locales imposent le port du hijab et des restrictions vestimentaires aux compétitrices. Avec d'autres joueuses, Nazi Paikidze décide de boycotter le championnat. Elle déclare à cette occasion : « I will not wear a hijab and support women's oppression. Even if it means missing one of the most important competitions of my career. ». Elle reçoit le soutien de la Fédération américaine des échecs, et de personnalités comme Nigel Short et Garry Kasparov. Elle met en place une pétition en ligne, demandant que le championnat soit déplacé dans un autre État ou que les lois sur le hijab soient assouplies, laquelle a reçu plus de 15 000 signatures. Il a été souligné dans ce contexte que le Département d'État des États-Unis a émis un avertissement indiquant qu'il existe un « risque d'arrestation et de détention de citoyens américains » et déclare également que les voyageurs « devraient peser très soigneusement les risques liés au voyage et envisager de reporter leur voyage ».